# 이소노 노부히사
이소노 노부히사(일본어: 磯野 修久, 1974년 1월 8일 ~ )는 일본의 전 축구 선수이다. 과거 요코하마 마리노스, 미토 홀리호크에서 활동하였다.

## 구단 경력
1992년 J1리그의 요코하마 마리노스에 입단했다. 1995년 미토 홀리호크로 이적했다. 1999년 일본 풋볼 리그 3위를 기록하여 J2리그로 승격했다. 2000년후 현역 은퇴.